# Península de Guida

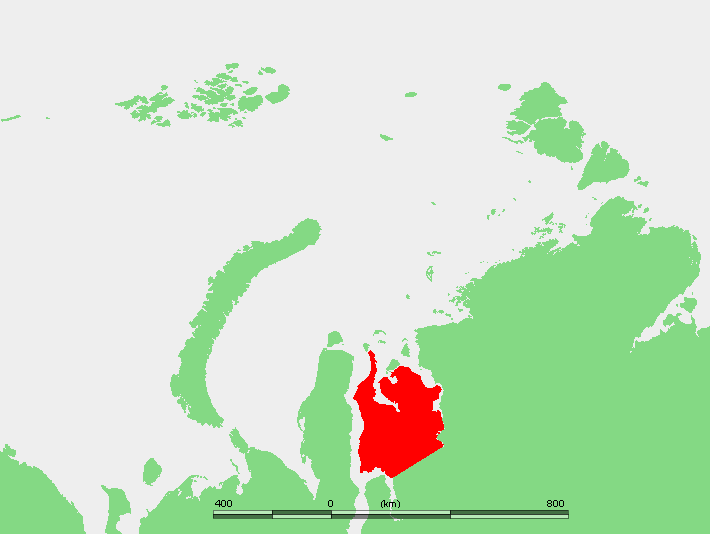
Localização da Península de Guida

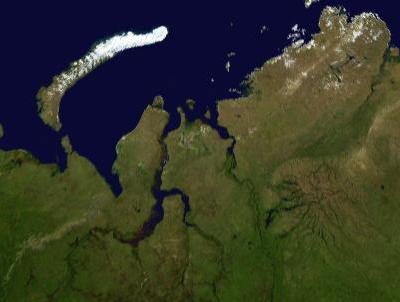
Imagem de satélite da Península de Guida

A península de Guida (em russo:  Гыда́нский полуостров, transl. Gydanski poluostrov) é uma península da costa siberiana do mar de Kara, no Oceano Ártico, próxima da península de Iamal. 
Administrativamente, toda a península de Guida pertence ao distrito autónomo de Iamália-Nenétsia da Federação da Rússia. 
A península de Guida é bastante plana, e conta com numerosos rios e lagos. O terreno está permanentemente gelado (permafrost). O clima é muito frio, com temperaturas médias em janeiro (mês mais frio) entre os −26 °C e os −30 °C, e em julho entre os 4 °C e os 11,5 °C. A vegetação é a típica da tundra ártica, embora haja algumas manchas de bosque de coníferas nas zonas menos frias. Tal como nas zonas mais a sul (meseta da Sibéria ocidental), a península de Guida é bastante rica em gás natural.